# Ekspozom
Ekspozom określa wszystkie czynniki, na jakie wystawia się człowiek od momentu poczęcia, poprzez rozwój w łonie matki, aż po śmierć, a więc przez całe swoje życie. Uwzględniając wpływ czynników środowiskowych (w tym czynników wynikających ze stylu życia), ekspozom dopełnia więc genom.

## Definicja
Definicja ekspozomu została zaproponowana po raz pierwszy w 2005 roku przez dr. Christophera Paula Wilda, naukowca zajmującego się epidemiologią nowotworów, dyrektora międzynarodowej agencji ds. badań nad rakiem, w artykule pt. „Complementing the genome with an <exposome>: the outstanding challenge of environmental exposure measurement in molecular epidemiology". W ten sposób chciał on zwrócić uwagę na konieczność badania wpływu czynników środowiskowych – a nie tylko genetycznych – w epidemiologii różnych chorób. Geny tylko w 25-30% decydują o procesie starzenia się, długości życia i chorobach – za resztę odpowiedzialne są liczne tzw. niegenetyczne czynniki środowiskowe. Z drugiej strony wpływ czynników zewnętrznych rzadko pozwala w pełni korzystać z potencjału, jaki dają nam geny.

## Kategorie ekspozomu
Ekspozycję, której poddawany jest organizm człowieka, można podzielić na trzy przenikające się kategorie:
Ekspozycja wewnętrzna: metabolizm, poziom hormonów, budowa ciała, aktywność fizyczna, mikroflora jelitowa, obecność stanów zapalnych, stres oksydacyjny, starzenie itd.
Ogólna ekspozycja zewnętrzna: edukacja, status społeczny, stres, środowisko życia miejskie lub wiejskie, klimat itd.
Specyficzna ekspozycja zewnętrzna: zanieczyszczenia chemiczne, zanieczyszczenia środowiska, czynniki zakaźne, radioaktywność, palenie, spożywanie alkoholu, praca, jedzenie, sen itd.
Pod uwagę należy brać nie tylko charakter danej ekspozycji, ale również jej zmiany wraz z upływem czasu. W 2013 r. została wydana pierwsza książka szerzej opisująca zagadnienie ekspozomu oraz następna obszerna publikacja w 2014 r. Jej autorzy, Gary W. Miller i Dean P. Jones, wyjaśnili pojęcie ekspozomu, które definiuje odpowiedź organizmu na czynniki środowiskowe i endogenne procesy metaboliczne, mogące modyfikować substancje chemiczne, na jakie wystawiane jest ciało człowieka. Ekspozom jest więc sumą czynników środowiskowych i związanymi z nimi reakcjami biologicznymi, które mają miejsce na przestrzeni życia człowieka, w tym ekspozycja na środowisko zewnętrzne, żywność, zachowanie i procesy endogeniczne. Badania ekspozomu odnoszą się przede wszystkim do zagadnień zdrowotnych (zdrowie publiczne, ogólna toksykologia, higiena pracy), ekologicznych (eko-epidemiologia itp.) i poznania naukowego.

## Mierniki ekspozomu
W 2012 roku dr Wild wyróżnił metody pozwalające lepiej poznać i zdefiniować ekspozom, takie jak personalne czujniki, biomarkery oraz techniki omiczne. Ciągle jednak nie ma ujednoliconego sposobu mierzenia wpływu ekspozomu na ludzki organizm. W badaniach nad ekspozomem wykorzystuje się stosunkowo młodą dziedzinę badań – metodologie omiczne z zakresu genomiki, transkryptomiki, proteomiki, metabolomiki, epigenomiki. Nowym podejściem jest też badanie asocjacyjne całego ekspozomu (ExWAS), pozwalające ocenić wpływ zarówno wewnętrznego, jak i zewnętrznego środowiska, chemicznych i niechemicznych stresorów, czynników ryzyka i ochronnych oraz przestrzennych i czasowych wymiarów ekspozycji w modelach zachorowalności na różne choroby, w tym nowotworowe. Główną innowacją podejścia ExWAS jest to, że bada wpływ na zdrowie i organizm człowieka zarówno zewnętrznych ekspozycji środowiskowych, jak i wewnętrznych mechanizmów i ścieżek biologicznych (genetycznych, epigenetycznych, omicznych) procesów zachodzących w organizmie. Duże nadzieje naukowcy wiążą również z rozwojem nowych technologii cyfrowych, przede wszystkim osobistych czujników, w jakie są wyposażone telefony i smartfony, np. światłomierze, czujniki zanieczyszczeń czy akcelerometry mierzące ruch. Wykorzystywane obecnie głównie do celów osobistych mogą stać się też cennym źródłem danych do celów naukowych. Przykładowo monitory płodności stosowane przez pary starające się o ciążę mogą być przydatne do gromadzenia danych pokazujących, w jaki sposób ekspozycja na różne związki zaburzające funkcjonowanie układu hormonalnego wpływa na jakość nasienia, bezpłodność, czas trwania ciąży czy wielkość urodzeń. Amerykański National Institute of Environmental Health Science (NIEHS) finansuje rozwój czujników i innych technologii do oceny indywidualnej ekspozycji na czynniki środowiskowe w czasie rzeczywistym, szczególnie jest zainteresowany osobistymi czujnikami, które mierzą jednocześnie wiele substancji chemicznych i łączą ocenę narażenia z reakcją fizjologiczną. Są to m.in. opaski na rękę do pomiaru toksycznych substancji chemicznych w powietrzu, urządzenia mierzące narażenie na pyły stałe w powietrzu z oszacowaniem ilości powietrza, jaką dana osoba wciąga do płuc podczas ćwiczeń, takich jak jazda na rowerze, tak aby móc ocenić, w którym momencie szkody spowodowane zanieczyszczeniem mogą przeważyć korzyści zdrowotne wynikające z ćwiczeń.

## Badania nad ekspozomem
Badania nad ekspozomem rozwinęły się od 2012 r., kiedy Komisja Europejska przyznała dwa duże granty na ten cel.
Projekt HELIX prowadzony był w latach 2012-2017 przez CREAL (Centre for Research in Environmental Epidemiology) z siedzibą w Barcelonie. Badanie miało na celu zbadanie wpływu ekspozomu na dzieci we wczesnych latach życia (Human Early-Life Exposome). Objęto nim ponad 28 tysięcy dzieci.
Projekt Exposomics prowadzony jest od 2012 r. przez Imperial College London. Wykorzystuje się w nim telefony wyposażone w GPS i czujniki środowiska, aby monitorować czynniki ekspozomu, na jakie są narażeni uczestnicy badania, co pozwoli określić, jakie reakcje wywołują one w organizmie.
W 2013 roku rozpoczęły się dwa kolejne duże projekty badawcze nad ekspozomem. HEALS (Health and Environment-Wide Associations based on Large Scale population Surveys) promowany jest jako największy w Europie projekt badawczy nad wpływem środowiska na zdrowie. Projekt HERCULES prowadzony przez Emory University w Atlancie, potrwa do 2022 roku, a jego celem jest m.in. rozwój metod i technologii, które pozwolą lepiej poznać i zmierzyć wpływ ekspozomu na człowieka.

## Wpływ ekspozomu na skórę
Skóra jest największym organem ludzkiego organizmu i barierą między światem wewnętrznym a zewnętrznym. Czynniki środowiskowe, takie jak m.in. promienie UV, zanieczyszczenia powietrza, wolne rodniki, stres czy – szerzej – niezdrowy tryb życia (zła dieta, brak snu, palenie, przepracowanie), mają na nią zauważalny wpływ, prowadząc do jej szybszego starzenia się, zwiększonej wrażliwości, podrażnień, osłabienia jej układu odpornościowego, nasilenia trądziku, a także chorób, w tym nowotworów. Uważa się, że aż 80% objawów starzenia się skóry twarzy jest wywoływane nadmierną ekspozycją na słońce. Ponieważ na skórze negatywny wpływ ekspozomu widać najszybciej, naukowcy zainteresowali się w ostatnich latach tzw. ekspozomem starzenia się skóry (skin aging exposome). Badania nad nim na szeroką skalę zostały zainicjowane przez naukowców L'Oréal Research and Innovation. Jednym z głównych zadań stało się zidentyfikowanie czynników środowiskowych i zmierzenie ich wpływu na integralność skóry, tak aby zapobiegać jej przedwczesnemu starzeniu się. Wyniki wieloletnich badań są dostępne w międzynarodowej naukowej pracy poglądowej „The skin aging exposome” opublikowanej w 2016 r.

### Wpływ promieni UV na skórę
Jednym z obszarów badań był wpływ promieni UV na skórę, ponieważ jest to najważniejszy czynnik środowiskowy, który wpływa na fizjologię skóry. Ekspozycja skóry na promienie słoneczne ma zarówno krótko- jak i długoterminowe konsekwencje, do których zalicza się rumień (lub oparzenia słoneczne), fotostarzenie, fotoindukowaną immunosupresję i raka skóry. Długie promienie UVA tworzą największą część spektrum długości fali UV i to one wnikają w najgłębsze warstwy skóry. Odgrywają ważną rolę w procesie fotostarzenia (ich biologiczne skutki są mało widoczne w krótkiej perspektywie), w uszkodzeniach DNA (produkowanie wolnych rodników, które zmieniają wszystkie rodzaje komórek), w reakcjach układu odpornościowego oraz różnych fotoindukowanych dermatoz (nietolerancja słoneczna i alergie). Dzienną ekspozycję odtworzono w laboratorium za pomocą urządzenia, które dokładnie imituje dzienne widmo promieni UV. Kliniczne skutki zaobserwowano po powtarzalnej ekspozycji przez jeden miesiąc. Dotyczyły one zmian na powierzchni skóry, w tym zwiększonej pigmentacji, zmian w nawilżeniu i mikrotopografii skóry. Na poziomie biologicznym nastąpił pozorny spadek grubości naskórka, zauważono również wpływ na komórki Langerhansa odpowiedzialne za odporność skóry. Spadła liczba tych komórek, natomiast proliferacja keratynocytów uległa zwiększeniu. Powiększyły się też melanocyty. Skutki widoczne są również w macierzy pozakomórkowej w skórze właściwej, gdzie następuje obniżenie fibrylin, pre-kolagenu 1 i glikozaminoglikanów. Co więcej, pojawia się stres oksydacyjny, oraz nagromadzenie p53, białka odpowiedzialnego za zaprogramowaną śmierć komórki, wytwarzają się też cząsteczki zapalne i uszkodzenia komórek DNA. Badania in vitro uwydatniły, że codzienna ekspozycja na promienie słoneczne prowadzi do zwiększonej ekspresji genów związanych ze stresem oksydacyjnym, stanem zapalnym i zerwaniem włókien kolagenu w dwóch warstwach skóry, naskórku i skórze właściwej. Większość z tych objawów pojawia się po zaledwie dziewięciu ekspozycjach, choć nie wywołują one rumienia, a dawka odpowiada 5 proc. światła UV, jaką otrzymać można w dowolny dzień kwietnia w Paryżu. Wyniki tych badań uwydatniają wpływ przewlekłej ekspozycji na nieekstremalne dawki promieni UV, i wykazują, że nawet w przypadku braku widocznych oznak reakcji na powierzchni skóry, to ekspozycja ta prowadzi do klinicznych i biologicznych zmian w naskórku i skórze właściwej. Promienie UV wpływają na zdecydowaną większość zaobserwowanych efektów biologicznych będąc główną przyczyną „cichego starzenia się skóry”.

### Wpływ ekspozomu na trądzik
W 2019 roku podczas kongresu The European Academy of Dermatology and Venereology (EADV) zaprezentowano wyniki badań klinicznych nad wpływem ekspozomu na trądzik. Wzięło w nich udział 6 krajów (Francja, Niemcy, Włochy, Brazylia, Kanada i Rosja), przebadano w sumie 6679 osób (2826 pacjentów z trądzikiem i 3853 z grupy kontrolnej). Ocenie poddano 6 głównych czynników ekspozomu i potwierdzono ich wpływ na nasilenie trądziku. Są to:
- spożycie cukru,
- spożycie produktów mlecznych,
- stosowanie sterydów anabolicznych,
- przewlekły bądź silny, traumatyczny stres,
- spożycie napojów alkoholowych,
- częste używanie produktów złuszczających, które naruszają barierę hydrolipidową skóry.

### Marker zanieczyszczonego środowiska w skórze
Badania nad ekspozomem skóry wykazały, że oksydowany skwalen jest markerem zanieczyszczonego środowiska. Skwalen stanowi 15 proc. składu skóry. W testach wykazano, że ozon, długie fale UV i dym z papierosów to czynniki silnie utleniające skwalen. Tworzenie się zaskórników, które biorą udział w pojawianiu się trądziku zapalnego i zmian na powierzchni skóry (zmarszczki), może być efektem oksydacji.

## Badania nad ekspozomem skóry
Od 2016 roku badania nad ekspozomem skóry wspiera marka Vichy, która przyznaje na ten cel granty naukowe:
W 2016 r. – dr Tamara Schikowski z IUF Leibniz Research Institute for Environmental Medicine w Niemczech otrzymała grant na badania nad wpływem zanieczyszczonego powietrza i promieni UV na przyspieszone starzenie się skóry.
W 2017 r. – Dr Agatha Schwarz z UKSH, Kiel, Schleswig-Holstein w Niemczech, która pracuje nad krótkołańcuchowymi kwasami tłuszczowymi pochodzącymi z mikrobiomu skóry jako modulatorami układu odpornościowego skóry.
W 2018 – Pr. Christine Moissl-Eichinger z Department of Internal Medicine, Joint Facilities, Graz Medical University w Austrii, która prowadzi badania nad zrozumieniem składu i stabilności funkcjonalnej mikroorganizmów żyjących na ludzkiej skórze w obecności typowych ekspozycji, takich jak przesuszenie, promieniowanie UV, temperatura, wilgotność, pH i produkty kosmetyczne. Jej odkrycia pomogą w uzyskaniu ważnych informacji na temat wpływu eksposomu na mikrobiom skóry oraz w ocenie potencjalnego zastosowania probiotyków skórnych.
W 2019 r. – Pr. Giuseppe Valacchi z Department of Biomedical and Specialist Surgical Sciences, University of Ferrara we Włoszech, który prowadzi badania nad „OxInflammation”, czyli „oksydacyjnym stanem zapalnym” wywoływanym przez działające synergicznie czynniki eksposomowe, takie jak promienie UV i O3.